# 45 років
«45 років» (англ. 45 Years) — британський драматичний фільм режисера Ендрю Гейґа. Стрічка була вибрана для показу у головному конкурсі 65-го Берлінського міжнародного кінофестивалю. Прем'єра стрічки в Україні відбулась 7 січня 2016 року.

## Сюжет
За тиждень до 45-річчя весілля Кейт Мерсер її чоловік отримує листа: у швейцарських Альпах знайдено тіло його першої коханої. Може трапитися, що до святкування 45-річчя справа не дійде.

## У ролях
- Шарлотта Ремплінґ — Кейт Мерсер
- Том Кортні — Джеф Мерсер
- Доллі Велз — Шарлотта
- Джеральдін Джеймс — Лена
- Макс Радд — Метр Ді
- Девід Сіблі — Джордж
- Сем Александр — листоноша Кріс
- Ганна Чалмерс — турагентка
- Річард Каннінгем — М-р Воткінс
- Кевін Матадін — офіціант

## Сприйняття

### Оцінки
Фільм отримав позитивні відгуки: Rotten Tomatoes дав оцінку 98 % на основі 87 відгуків від критиків (середня оцінка 8,8/10) і 79 % від глядачів зі середньою оцінкою 3,8/5 (5 169 голосів). Загалом на сайті фільми має позитивний рейтинг, фільму зарахований «стиглий помідор» від кінокритиків і «попкорн» від глядачів, Internet Movie Database — 7,4/10 (4 227 голосів), Metacritic — 94/100 (25 відгуків критиків) і 7,1/10 від глядачів (31 голос). Загалом на цьому ресурсі від критиків і від глядачів фільм отримав позитивні відгуки.

### Касові збори
Під час показу у США, що розпочався 23 грудня 2015 року, протягом першого тижня фільм був показаний у 3 кінотеатрах і зібрав 65 775 $, що на той час дозволило йому зайняти 36 місце серед усіх прем'єр. Станом на 7 січня 2016 року показ фільму триває 16 днів (2,3 тижня) і зібрав за цей час у прокаті у США 264 153 долари США.

### Нагороди і номінації
| Нагороди і номінації фільму «45 років» | Нагороди і номінації фільму «45 років»                          | Нагороди і номінації фільму «45 років»            | Нагороди і номінації фільму «45 років» | Нагороди і номінації фільму «45 років» | Нагороди і номінації фільму «45 років» |
| Рік                                    | Нагорода                                                        | Категорія                                         | Номінант                               | Результат                              | Дж                                     |
| -------------------------------------- | --------------------------------------------------------------- | ------------------------------------------------- | -------------------------------------- | -------------------------------------- | -------------------------------------- |
| 2015                                   | 65-й щорічний Берлінський міжнародний кінофестиваль             | Найкращий актор                                   | Том Кортні                             | Перемога                               |                                        |
| 2015                                   | 65-й щорічний Берлінський міжнародний кінофестиваль             | Найкраща акторка                                  | Шарлотта Ремплінґ                      | Перемога                               |                                        |
| 2015                                   | 65-й щорічний Берлінський міжнародний кінофестиваль             | Найкращий фільм                                   | Ендрю Гейґ                             | Номінація                              |                                        |
| 2015                                   | Премія британського незалежного кіно                            | Найкращий британський незалежний фільм            | стрічка                                | Номінація                              |                                        |
| 2015                                   | Премія британського незалежного кіно                            | Найкращий актор британського незалежного фільму   | Том Кортні                             | Номінація                              |                                        |
| 2015                                   | Премія британського незалежного кіно                            | Найкраща акторка британського незалежного фільму  | Шарлотта Ремплінг                      | Номінація                              |                                        |
| 2015                                   | Премія британського незалежного кіно                            | Найкращий режисер британського незалежного фільму | Ендрю Гейґ                             | Номінація                              |                                        |
| 2015                                   | Премія британського незалежного кіно                            | Найкращий сценарій                                | Ендрю Гейґ                             | Номінація                              |                                        |
| 2015                                   | Премія британського незалежного кіно                            | Найкращий продюсер                                | Тристан Ґолаєр                         | Номінація                              |                                        |
| 2015                                   | 28-ма щорічна церемонія вручення премії «Європейський кіноприз» | Найкраща акторка                                  | Шарлотта Ремплінґ                      | Перемога                               |                                        |
| 2015                                   | 28-ма щорічна церемонія вручення премії «Європейський кіноприз» | Найкращий актор                                   | Том Кортні                             | Номінація                              |                                        |
| 2015                                   | 28-ма щорічна церемонія вручення премії «Європейський кіноприз» | Найкращий сценарист                               | Ендрю Гейґ                             | Номінація                              |                                        |
| 2016                                   | 88-а церемонія вручення нагороди «Оскар»                        | Найкраща акторка                                  | Дженніфер Лоуренс                      | Номінація                              | [ 7 ]                                  |